# Гискала
Гискала (ивр. גוש חלב‎; др.-греч. Γίσχαλα) — античный верхне-галилейский небольшой город недалеко от Тира, часто упоминаемый Иосифом Флавием в рассказе о последней при его жизни битве евреев с римлянами; место действия знаменитого еврейского патриота Иоанна из Гискалы («Иудейская война», 4:1, 3). Отождествляется с Джишем (Al-Jisch; Гуш Халав).

## Сведения от Флавия
Иоанн Гискальский пытался удержать своих сограждан от битвы с римлянами, но когда Гискала была взята и сожжена окрестным языческим населением — из Гадары, Габары и Тира, — Иоанн в справедливом раздражении восстал, напал со своим войском на осаждавших и разбил их. Затем он восстановил Гискалу, отстроив её красивее, чем была до этого, и укрепил её стенами (66 год). Он, по-видимому, увеличил средства города, захватив и обратив в деньги хлеб, собранный в Верхней Галилее для римского императора.
Согласно Иосифу Флавию (областному военачальнику Галилеи), остальные галилеяне хотели разрушить Гискалу и только Флавий не допустил этого. Стены Гискалы будто бы были построены по приказанию Флавия. Грец высказывал мнение, что Флавий взял город и разграбил его. В издании Низе вместо Гискалы стоит Сепфорис.
Гискала держалась дольше всех других городов Галилеи. Наконец Тит атаковал её с тысячью всадников; так как была суббота, то Иоанн просил перемирия и ночью тайно бежал со своим войском. Через два дня после этого город открыл свои ворота. Тит срыл стены и перебил оставшееся население (67 год).

## Сведения от Иеронима
Согласно Иерониму, в Гискале жили родители апостола Павла (De viris illustribus, § 5), прежде чем перебраться в Тарс.